# Шимків Назарій Петрович
Назарій Петрович Шимків (17 лютого 1991, м. Тернопіль — 9 лютого 2023, Донецька область) — український військовослужбовець, старший солдат Збройних сил України, учасник російсько-української війни. Почесний громадянин міста Тернополя (2023, посмертно).

## Життєпис
Назарій Шимків народився 17 лютого 1991 року в місті Тернополі.
Навчався в Тернопільській загальноосвітній школі № 24. Проходив службу в армії, потім працював механіком.
Добровільно на фронт пішов влітку 2022 року. Загинув 9 лютого 2023 року під час виконання бойового завдання на Донеччині.
Похований 16 лютого 2023 року на Алеї Героїв Микулинецького кладовища м. Тернополя.

## Нагороди
- почесний громадянин міста Тернополя (3 березня 2023, посмертно) — за вагомий особистий вклад у становленні української державності та особисту мужність і героїзм у виявленні у захисті державного суверенітету та територіальної цілісності України[1].